# Le Monde perdu : Jurassic Park
Pour les articles homonymes, voir Le Monde perdu et Lost World (homonymie).
Cet article concerne le film de Steven Spielberg. Pour la série de films, voir Jurassic Park (série de films). Pour les autres significations, voir Jurassic Park (homonymie).
Série Jurassic Park
Jurassic Park
(1993) Jurassic Park 3
(2001)
Pour plus de détails, voir Fiche technique et Distribution.
Le Monde perdu : Jurassic Park (The Lost World: Jurassic Park) est un film de science-fiction américain réalisé par Steven Spielberg, sorti en 1997. Suite de Jurassic Park, c'est le deuxième volet de la saga du même nom et l'adaptation du roman de Michael Crichton publié en 1995, qui est lui-même la suite du roman original.
Le film se déroule quatre ans après le désastre de Jurassic Park. Sur une île déserte, voisine de celle où se trouve le parc, vivent secrètement d'autres dinosaures en liberté. Informés de leur existence, des hommes d'affaires élaborent un plan pour les ramener. Une expédition se monte alors pour capturer les dinosaures. John Hammond, récemment démis de la présidence de sa compagnie InGen, souhaite se racheter de son erreur passée. Nouveau défenseur de la nature, il sollicite Ian Malcolm afin d'étudier le comportement des dinosaures dans leur environnement. Tous deux doivent faire vite car les mercenaires sont sur le point de débarquer sur l'île. Les deux groupes, animés d'intentions opposées, vont d'abord s'affronter avant de s'unir face au danger plus grand qui les menace.
Après le succès du premier roman et du premier film, Crichton a décidé d'écrire une suite sous la pression des fans et avec l'aide du réalisateur et du scénariste David Koepp. Dès sa publication en 1995, Spielberg a lancé le projet et a de nouveau engagé David Koepp comme scénariste. Le tournage s'est déroulé de septembre à décembre 1996, principalement en Californie mais aussi à Kauai sur l'archipel d'Hawaï où a été tourné le premier film. Sa tonalité est beaucoup plus sombre et il adapte certaines scènes du premier roman qui ne l'avaient pas été lors du film précédent. Davantage d'images par ordinateur ont été utilisées pour représenter les dinosaures, mais l'équipe de production a également continué à employer des animatroniques grandeur nature.
Sorti le 23 mai 1997 aux États-Unis, le film a reçu des critiques mitigées, contrairement au précédent opus. Les effets spéciaux et les scènes d'action ont été louées, mais des reproches ont été émis à propos de l'écriture et du développement des personnages. Le film a été un succès commercial : pour un budget de 73 millions de dollars, il a rapporté 229 millions aux États-Unis et 389 millions dans le reste du monde, soit un total de 618 millions de dollars, faisant de lui le deuxième plus grand succès cinématographique de 1997. Une suite, Jurassic Park 3, est sortie en 2001. Une nouvelle saga, Jurassic World, a démarré en 2015.

## Synopsis

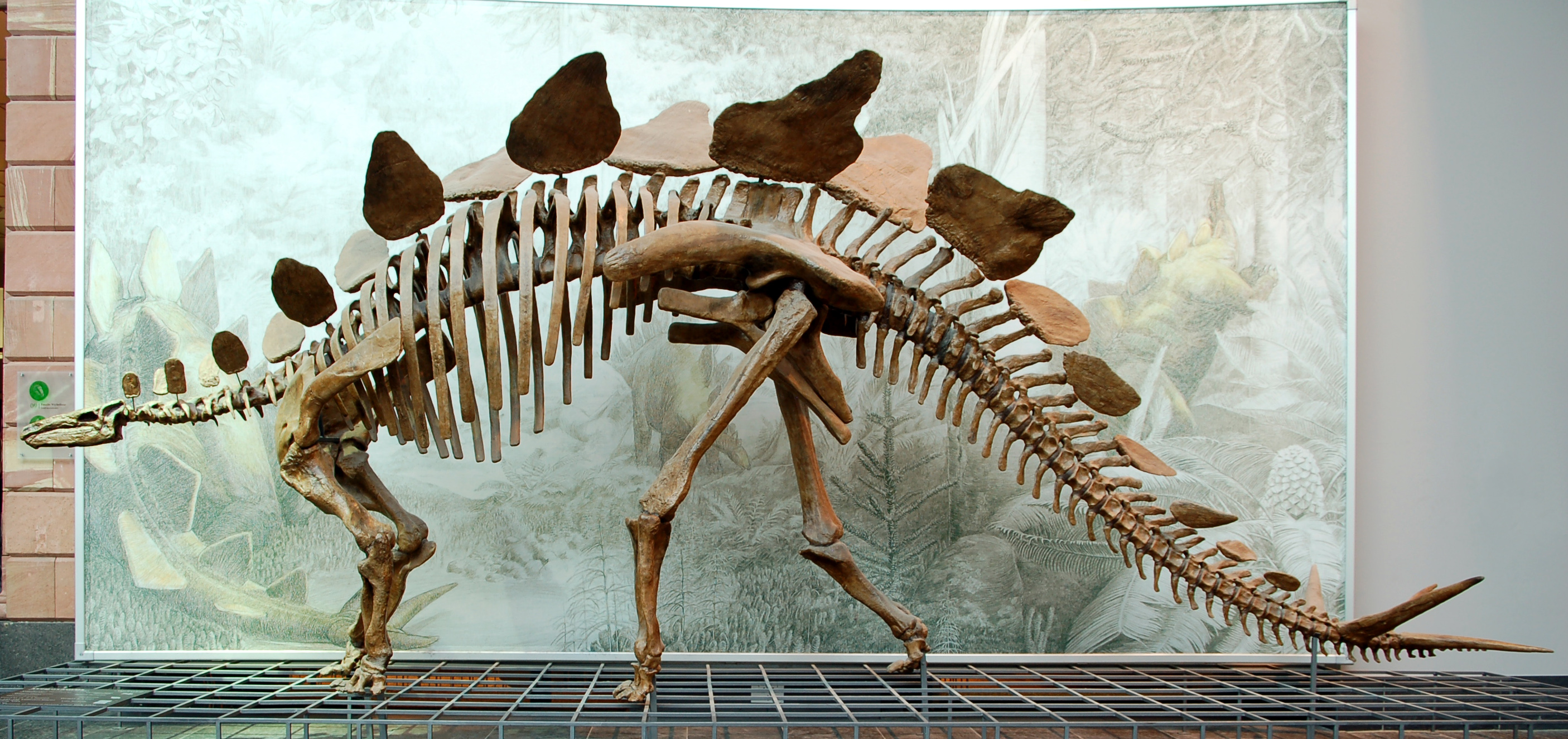
Squelette de Stegosaurus.

Quatre ans ont passé depuis le désastre du Jurassic Park sur Isla Nublar lorsqu'un incident impliquant une famille anglaise en croisière se produit sur Isla Sorna, la plus grande des cinq îles de l'archipel Las Cinco Muertes (« Les Cinq Morts »), situé à cent quarante kilomètres au sud-ouest d'Isla Nublar et à environ 370 km des côtes du Costa Rica. Isla Sorna servait à élever les dinosaures avant de les envoyer au Jurassic Park. L'incident, durant lequel une petite fille est attaquée par des Compsognathus, révèle l'existence des dinosaures au public et est utilisé par Peter Ludlow, neveu de John Hammond, pour démettre son oncle de la présidence d'InGen et renflouer la compagnie par la constitution d'un nouveau parc sur le continent à San Diego, en Californie.
John Hammond, désormais soucieux de la préservation de cet écosystème exceptionnel mais toujours aussi imprudent et exalté, sollicite Ian Malcolm, rescapé de Jurassic Park et renvoyé de l'institut dans lequel il travaillait après avoir transgressé une clause de confidentialité imposée par InGen. L'entreprise a tenté de dissimuler au public ce qui s'était passé sur Isla Nublar, mais Malcolm a tout de même tenté de répandre la vérité, sans succès, car personne ne l'a cru. Hammond veut désormais que Malcolm prenne la tête d'une équipe de quatre scientifiques dont fait partie sa petite amie Sarah Harding, afin de constituer un dossier photo destiné à rallier l'adhésion du grand public pour la protection de l'île et de ses dinosaures.
En vérité, Sarah est déjà seule sur place, étant partie trois jours avant tout le monde. Ian Malcolm part aussitôt à son secours avec les deux autres scientifiques, Eddie Carr et Nick Van Owen, mais aussi pour tenter d'éviter un nouveau drame qui semble se préparer, car les dinosaures sur l'île sont extrêmement nombreux, et cela mènerait tôt ou tard à une arrivée de ces monstres sur le continent, qui est bien trop proche. Arrivé sur l'île, il découvre avec stupeur que Kelly, sa fille de 13 ans, ne l'a pas écouté, et est aussi du voyage, arrivée clandestinement dans le camion laboratoire.
Dès le lendemain de l'arrivée sur l'île, la petite équipe des quatre zoologistes découvre également que Ludlow, en homme d'affaires cupide, a pris la tête d'une seconde expédition composée d'une trentaine de chasseurs, dont Roland Tembo, qui ne souhaite qu'une chose, chasser un T-Rex mâle qu'il considère comme le plus grand prédateur de l'histoire. Le groupe est équipé de moyens techniques énormes pour capturer des spécimens adultes de toutes espèces (y compris parmi les plus redoutables) et les emporter sur un nouveau parc sur le continent près de San Diego.
Sur place, les deux équipes vont d'abord s'affronter (celle des quatre scientifiques n'hésitent pas à libérer les animaux déjà capturés par les chasseurs) avant de subir de lourdes pertes matérielles et humaines, dont Eddie et la plupart des chasseurs, et de s'unir face au danger majeur permanent que représente la faune locale afin d’appeler des secours. Les efforts de Malcolm et de Sarah seront cependant insuffisants pour empêcher Ludlow de faire importer le Tyrannosaurus rex mâle adulte et son petit par cargo à San Diego sur le continent. Ludlow veut en effet coûte que coûte inaugurer son nouveau parc touristique.
L'animal gigantesque est libéré accidentellement de ses entraves sur le cargo (dont l'équipage a été massacré avant même d'arriver au port) et sème la terreur et la destruction dans la ville alors qu'il cherche son petit. Ian Malcolm et Sarah Harding parviennent à récupérer le petit tyrannosaure et s'en servent pour attirer de nouveau le T-Rex sur le navire. Ludlow veut à tout prix récupérer le petit T-Rex et tombe nez à nez avec son père, qui l'empêche de s'enfuir et encourage sa progéniture à tuer sa première proie. Ludlow mort, son oncle John Hammond reprend le contrôle de la présidence d'InGen et fait reconduire sur l'île le T-Rex et son petit par le même cargo, escorté de toute une armada navale militaire.
Le film se conclut sur une interview télévisée de John Hammond, qui demande instamment que les îles deviennent des réserves naturelles pour les dinosaures et que l'homme ne cherche plus à y intervenir. Il ajoute que si on fait confiance à la Nature, la vie trouvera son chemin.

## Fiche technique
Sauf indication contraire, les informations mentionnées dans cette section peuvent être confirmées par les bases de données cinématographiques IMDb et Allociné,  présentes dans la section « Liens externes ».
- Titre original : The Lost World: Jurassic Park
- Titre français et québécois : Le Monde perdu : Jurassic Park[2],[3]
- Réalisation : Steven Spielberg
- Scénario : David Koepp, d'après le roman Le Monde perdu de Michael Crichton
- Musique : John Williams
  - Orchestration : John Neufeld et Conrad Pope
  - Montage musical : Kenneth Wannberg
- Direction artistique : Lauren E. Polizzi, Paul Sonski et William James Teegarden
- Décors : Rick Carter
- Costumes : Sue Moore
- Maquillage : Christina Smith
- Coiffure : Judith A. Cory
- Photographie : Janusz Kamiński
- Son : Richard Hymns, Shawn Murphy, Gary Rydstrom, Gary Summers
- Montage : Michael Kahn
- Production : Gerald R. Molen et Colin Wilson (en)
  - Production déléguée : Kathleen Kennedy
  - Production associée : Bonnie Curtis
- Sociétés de production : Amblin Entertainment et Digital Image Associates, présenté par Universal Pictures
- Sociétés de distribution : Universal Pictures (États-Unis) ; United International Pictures (France)
- Budget : 73 millions de $[4],[5]
- Pays de production :  États-Unis
- Langue originale : anglais, espagnol
- Format : couleur - 35 mm - 1,85:1 (Panavision) - son DTS / DTS-stéréo / DTS (DTS: X) / Dolby Digital / SDDS
- Genre : Action, aventure, science-fiction et thriller
- Durée : 129 minutes
- Dates de sortie[6] :
  - États-Unis, Québec : 23 mai 1997[2]
  - France, Belgique, Suisse romande : 22 octobre 1997[7],[8],[9]
- Classification :
  - États-Unis : accord parental recommandé, film déconseillé aux moins de 13 ans (PG-13 - Parents Strongly Cautioned)[N 1]
  - France : tous publics[10]
  - Belgique : tous publics (Alle Leeftijden)[8]
  - Québec : 13 ans et plus (13+ / 13 years and over)[2]

## Distribution
- Jeff Goldblum (VF : Richard Darbois) : Pr Ian Malcolm
- Julianne Moore (VF : Brigitte Berges) : Dr Sarah Harding
- Vince Vaughn (VF : Maurice Decoster) : Nick Van Owen
- Pete Postlethwaite (VF : Mario Santini) : Roland Tembo
- Vanessa Lee Chester (VF : Noémie Orphelin) : Kelly Curtis
- Arliss Howard (VF : Gilles Guillot) : Peter Ludlow
- Richard Attenborough (VF : Léon Dony) : John Hammond
- Peter Stormare (VF : Patrick Laplace) : Dieter Stark
- Harvey Jason (VF : Gilbert Levy) : Ajay Sidhu
- Richard Schiff (VF : Philippe Peythieu) : Eddie Carr
- Thomas F. Duffy (VF : Patrick Messe) : Dr Robert Burke
- Thomas Rosales Jr. : Carter
- Camilla Belle (VF : Kelly Marot) : Cathy Bowman
- Cyd Strittmatter : Mme Bowman
- Robin Sachs : M. Bowman
- Ariana Richards (VF : Alexandra Garijo) : Alexis « Lex » Murphy
- Joseph Mazzello (VF : Alexis Tomassian) : Timothy « Tim » Murphy
- Ross Partridge : l'homme curieux dans le métro
- Ian Abercrombie : le majordome de John Hammond
- Bari Buckner : la femme qui crie dans sa voiture devant le T-Rex
- David Koepp : l'homme dévoré par le T-Rex à San Diego (caméo)
- Bernard Shaw (en) (VF : Michel Papineschi) : lui-même (présentateur de CNN)
- Eli Roth : un homme lisant dans le métro (non crédité)
- Steven Spielberg : un homme mangeant du pop-corn (non crédité)

## Production

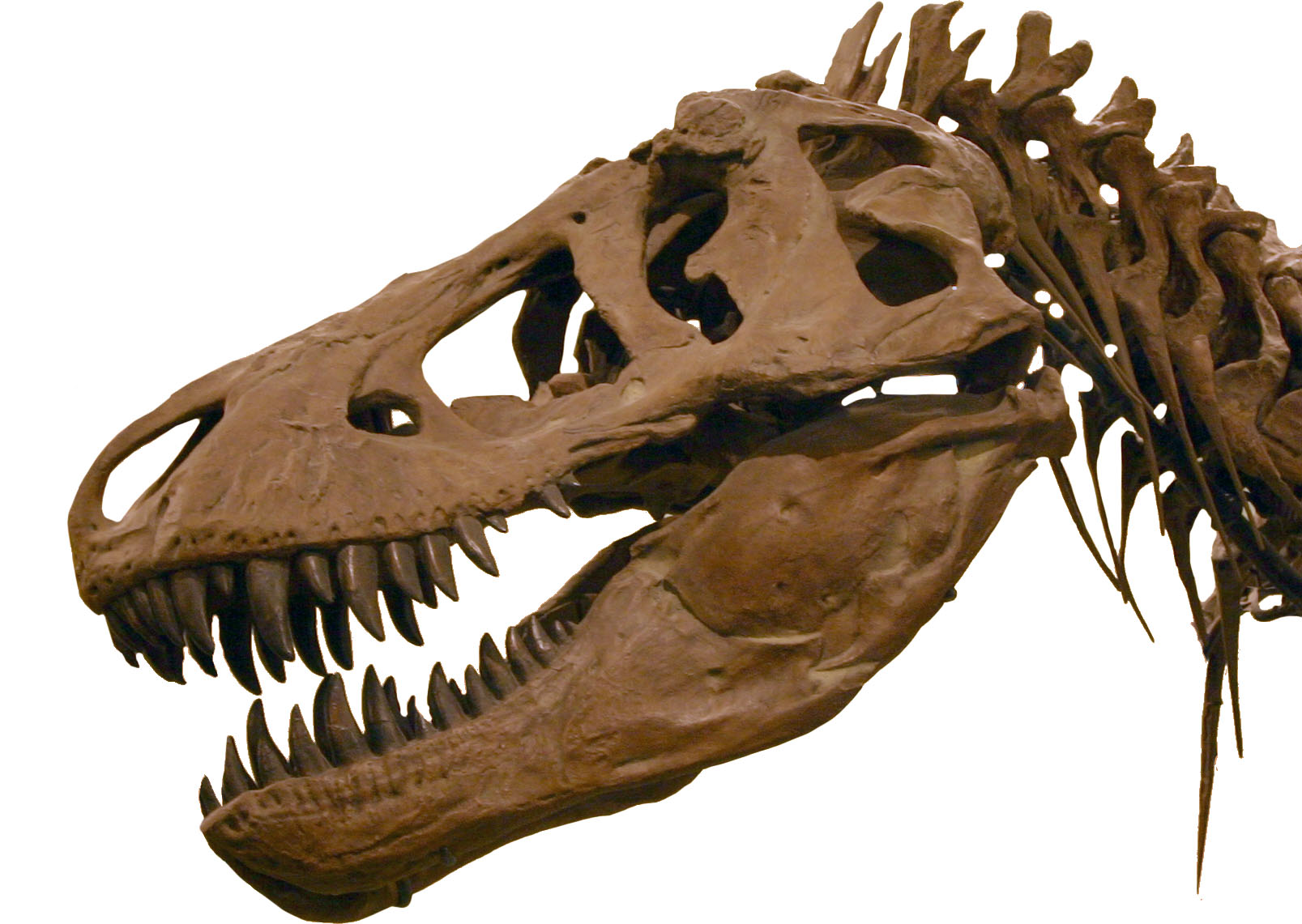
Crâne de Tyrannosaurus.

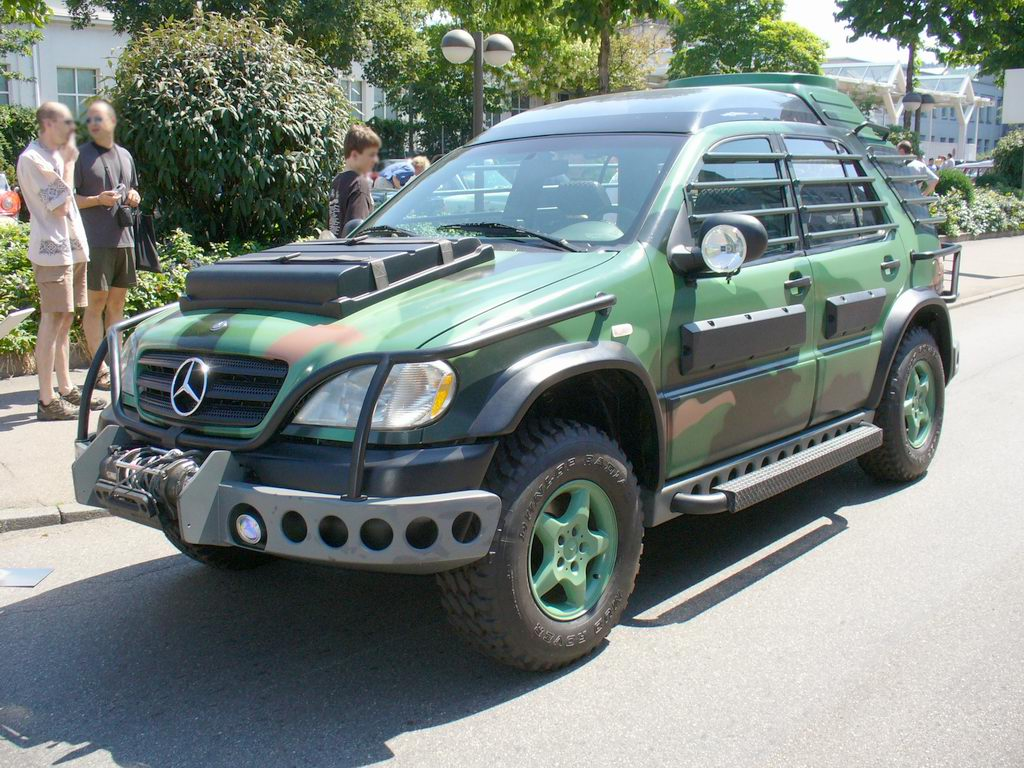
Les Mercedes de l’expédition de Hammond.

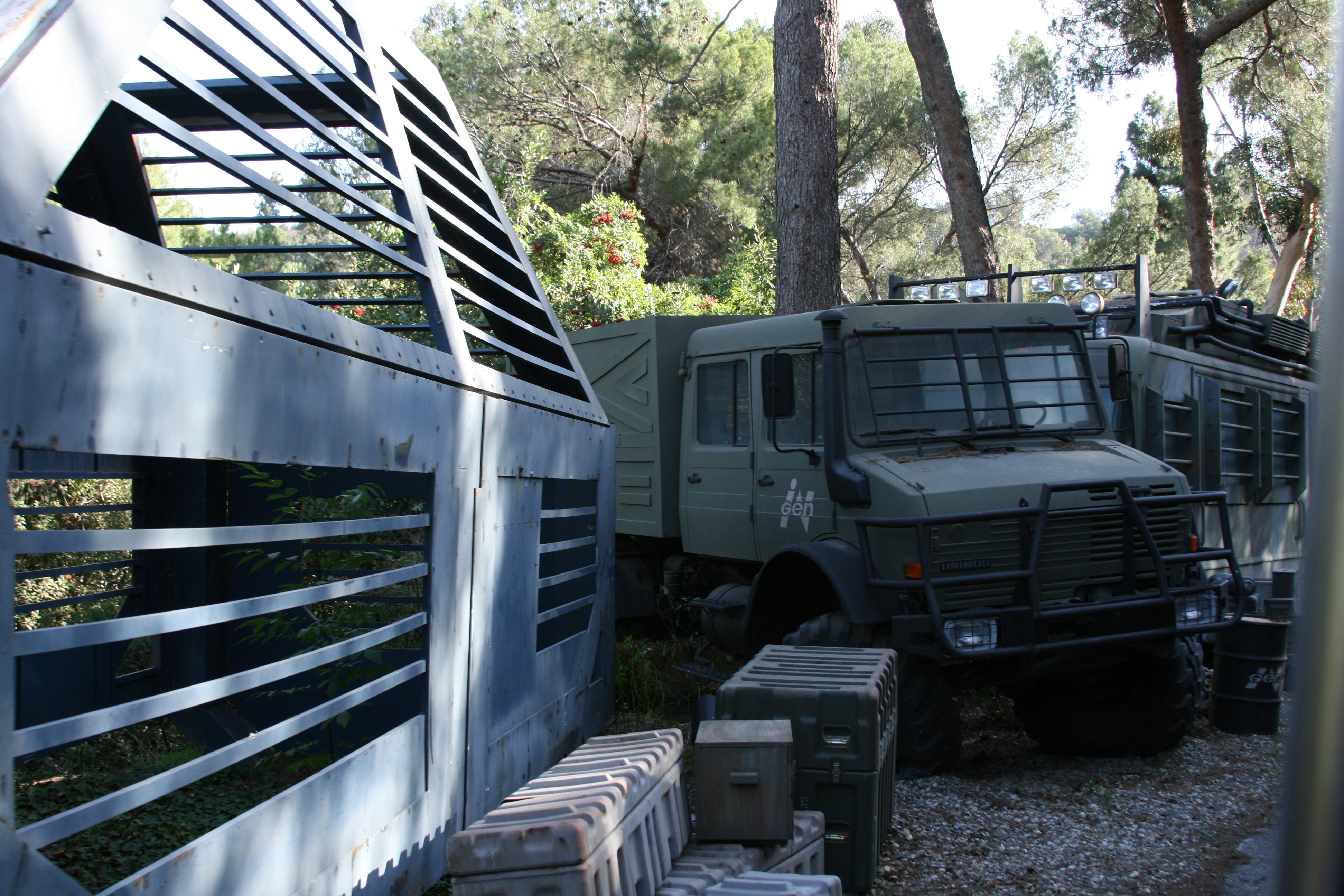
Les véhicules des chasseurs utilisés par InGen.

Après le succès colossal de Jurassic Park en 1993, Steven Spielberg se dit très intéressé par un nouveau volet. Joe Johnston se propose pour le réaliser, mais Spielberg tient à superviser lui-même le projet. Il apprend que Michael Crichton, l'auteur du roman original, se penche sur une suite, et en achète aussitôt les droits. Le roman Le Monde perdu paraît en 1995. Le titre est une référence à Arthur Conan Doyle et à son roman d'aventures The Lost World de 1912. L'action ne se déroule plus dans le parc mais sur une île voisine, où les généticiens de John Hammond élevaient en secret leurs dinosaures à l'abri du regard des touristes. Rescapé des événements du premier livre, le mathématicien Ian Malcolm monte une expédition sur ce « Site B » pour sauver son collègue, Richard Levine. Au même moment, Lewis Dodgson, l'homme en partie responsable du fiasco de Jurassic Park pour avoir engagé à l'époque le cupide Dennis Nedry, se rend également sur l'île dans le but de dérober des œufs de dinosaures. Malcolm découvre que les animaux sont condamnés à une nouvelle extinction par un virus qui se transmet entre espèces…
C'est David Koepp qui se charge à nouveau d'adapter le travail de Crichton sous forme de scénario. Même si ce dernier film conserve une trame plus ou moins fidèle au roman, il subsiste de nombreuses différences comme des chapitres et des personnages entièrement supprimés ou refaçonnés. Afin d'éviter les possibles confusions avec les adaptations du roman de Conan Doyle, il est décidé d'y ajouter le titre de la saga.
Au fur et à mesure de l'avancement de la production, Spielberg devient de moins en moins intéressé par son film. Il confessera plus tard qu'il était gêné de revenir à un divertissement de type grand public après avoir réalisé La Liste de Schindler. The Lost World sort finalement sur les écrans en mai 1997.
Mercedes réalise un solide partenariat avec l'équipe de production. En effet, tous les véhicules utilisés dans le film sont de la marque Mercedes, du camion de recherche abritant les protagonistes aux voitures qui s'écrasent dans les jambes du T-Rex lorsque celui-ci attaque les rues de San Diego.
Le film est produit par les studios Universal. Il est alors le premier film à révéler leur nouveau logo qui servira jusqu'en 2012.

### Attribution des rôles
Jeff Goldblum et Richard Attenborough reviennent respectivement dans les rôles de Ian Malcolm et de John Hammond. Ils sont rejoints par Julianne Moore, Pete Postlethwaite, ainsi que Vince Vaughn et Richard Schiff.

### Tournage
Le tournage a eu lieu du 4 septembre au 20 décembre 1996, principalement sur les îles de Hawaï et en Californie. Très occupé par le développement du studio DreamWorks SKG et la préparation de ses films suivants, Spielberg est parfois absent du plateau et dirige son équipe par visioconférence.
Le spécialiste des effets visuels Stan Winston et Industrial Light & Magic font également leur grand retour pour donner vie à des dinosaures d'un réalisme saisissant. La tâche est plus ardue comparée au premier film, car les animaux sont plus nombreux et évoluent dans un milieu sauvage et non derrière des clôtures. Deux Tyrannosaurus rex mécaniques de 8 tonnes chacun ont été construits dans un atelier. Par souci de déplacements, les décors étaient construits autour des robots, et non l'inverse.
Plusieurs scènes sont coupées au montage mais disponibles dans les bonus des éditions DVD : Peter Ludlow (Arliss Howard) demandant la démission de son oncle John Hammond au conseil d'administration de InGen ; une conversation entre les chasseurs Roland Tembo et Ajay (Harvey Jason) en Afrique avant leur arrivée sur l'île, lorsque Ludlow l'engage.
50 cascadeurs ont travaillé sur ce film alors que seulement 13 avaient été utilisés dans le premier film.

### Musique
Bandes originales de Jurassic Park
Jurassic Park
(1993) Jurassic Park 3
(2001)
Tout comme pour Jurassic Park, c'est John Williams qui compose la bande originale.
| 1.  | The Lost World                 | 3:33 |
| 2.  | The Island Prologue            | 5:03 |
| 3.  | Malcolm's Journey              | 5:44 |
| 4.  | The Hunt                       | 3:30 |
| 5.  | The Trek                       | 5:23 |
| 6.  | Finding Camp Jurassic          | 3:03 |
| 7.  | Rescuing Sarah                 | 4:01 |
| 8.  | Hammond's Plan                 | 4:30 |
| 9.  | The Raptors Appear             | 3:43 |
| 10. | The Compys Dine                | 5:07 |
| 11. | The Stegosaurus                | 5:20 |
| 12. | Ludlow's Demise                | 4:27 |
| 13. | Visitor in San Diego           | 7:37 |
| 14. | Finale and Jurassic Park Theme | 7:54 |

Musiques additionnelles :
- Tres Dias de Mariachi Los Camperos De Nati Cano
- Piano Sonata No. 8 In C Minor, Op. 13 "Pathetique" de Jeno Jando
- Piano Sonata In A Minor, K. 310 de Jeno Jando

### Accueil critique
Contrairement au premier opus, Le Monde Perdu : Jurassic Park rencontre un accueil critique mitigé, recueillant 52 % de taux d'approbation pour 75 critiques sur le site Rotten Tomatoes, tandis que le site Metacritic lui attribue un score de 59⁄100, pour 18 critiques.

### Box-office
| Pays                     | Box-office        |
| ------------------------ | ----------------- |
| Box-office Monde         | 618 638 999 $     |
| Box-office International | 389 552 320 $     |
| Box-office États-Unis    | 229 086 679 $     |
| Box-office France        | 4 862 258 entrées |

## Distinctions

### Récompenses et Nominations
Source : Internet Movie Database et Allociné
| Distinctions du film Le Monde perdu : Jurassic Park | Distinctions du film Le Monde perdu : Jurassic Park                  | Distinctions du film Le Monde perdu : Jurassic Park                                       | Distinctions du film Le Monde perdu : Jurassic Park               | Distinctions du film Le Monde perdu : Jurassic Park |
| Années                                              | Évènements                                                           | Catégorie / Récompense                                                                    | Nommé(es) / Lauréat(es)                                           | Résultats                                           |
| --------------------------------------------------- | -------------------------------------------------------------------- | ----------------------------------------------------------------------------------------- | ----------------------------------------------------------------- | --------------------------------------------------- |
| 1997                                                | Awards Circuit Community Awards (ACCA)                               | Meilleurs effets visuels                                                                  | Le Monde perdu : Jurassic Park                                    | Nomination                                          |
| 1997                                                | Goldene Leinwand                                                     | Écran d'or                                                                                | Le Monde perdu : Jurassic Park                                    | Lauréat                                             |
| 1997                                                | Prix Bogey                                                           | Bogey de Platine                                                                          | Le Monde perdu : Jurassic Park                                    | Lauréat                                             |
| 1997                                                | The Stinkers Bad Movie Awards                                        | Pire scénario pour un film rapportant plus de 100 millions de dollars avec Hollywood Math | David Koepp                                                       | Nomination                                          |
| 1998                                                | Academy of Science Fiction, Fantasy and Horror Films - Saturn Awards | Meilleur film fantastique                                                                 | Le Monde perdu : Jurassic Park                                    | Nomination                                          |
| 1998                                                | Academy of Science Fiction, Fantasy and Horror Films - Saturn Awards | Meilleure réalisation                                                                     | Steven Spielberg                                                  | Nomination                                          |
| 1998                                                | Academy of Science Fiction, Fantasy and Horror Films - Saturn Awards | Meilleur acteur dans un second rôle                                                       | Pete Postlethwaite                                                | Nomination                                          |
| 1998                                                | Academy of Science Fiction, Fantasy and Horror Films - Saturn Awards | Meilleur jeune actrice                                                                    | Vanessa Lee Chester                                               | Nomination                                          |
| 1998                                                | Academy of Science Fiction, Fantasy and Horror Films - Saturn Awards | Meilleurs effets spéciaux                                                                 | Randal M. Dutra, Michael Lantieri, Dennis Muren et Stan Winston   | Nomination                                          |
| 1998                                                | Blockbuster Entertainment Awards                                     | Acteur préféré dans un film science-fiction                                               | Jeff Goldblum                                                     | Nomination                                          |
| 1998                                                | Blockbuster Entertainment Awards                                     | Actrice préférée dans un film science-fiction                                             | Julianne Moore                                                    | Nomination                                          |
| 1998                                                | Grammy Awards                                                        | Meilleure composition instrumentale écrite pour un film ou pour la télévision             | John Williams                                                     | Nomination                                          |
| 1998                                                | MTV Movie & TV Awards                                                | Meilleure scène d’action                                                                  | pour le T-Rex attaquant San Diego                                 | Nomination                                          |
| 1998                                                | NAACP Image Awards                                                   | Meilleur jeune actrice                                                                    | Vanessa Lee Chester                                               | Nomination                                          |
| 1998                                                | Online Film and Television Association                               | Meilleur mixage sonore                                                                    | Christopher Boyes, Gary Rydstrom, Michael Silvers et Gary Summers | Nomination                                          |
| 1998                                                | Online Film and Television Association                               | Meilleur montage d'effets sonores                                                         | Christopher Boyes et Richard Hymns                                | Nomination                                          |
| 1998                                                | Online Film and Television Association                               | Meilleurs effets visuels                                                                  | Randal M. Dutra, Michael Lantieri, Dennis Muren et Stan Winston   | Nomination                                          |
| 1998                                                | Oscars                                                               | Meilleurs effets visuels                                                                  | Randal M. Dutra, Michael Lantieri, Dennis Muren et Stan Winston   | Nomination                                          |
| 1998                                                | Razzie Awards                                                        | Pire manquement de respect à la vie humaine et aux édifices publics                       | Le Monde perdu : Jurassic Park                                    | Nomination                                          |
| 1998                                                | Razzie Awards                                                        | Pire remake ou suite                                                                      | Le Monde perdu : Jurassic Park                                    | Nomination                                          |
| 1998                                                | Razzie Awards                                                        | Pire scénario                                                                             | David Koepp                                                       | Nomination                                          |
| 1998                                                | Rembrandt Awards                                                     | Prix du public du meilleur réalisateur                                                    | Steven Spielberg                                                  | Lauréat                                             |
| 1998                                                | Satellite Awards                                                     | Meilleur film d'animation ou multimédia                                                   | Gerald R. Molen et Colin Wilson                                   | Nomination                                          |
| 2012                                                | Jules Verne Awards                                                   | Meilleur film d'aventure ou de science-fiction                                            | Le Monde perdu : Jurassic Park                                    | Nomination                                          |
| 2016                                                | GoldSpirit Awards                                                    | Meilleure édition d'une partition existante                                               | John Williams                                                     | Nomination                                          |
| 2018                                                | 20/20 Awards                                                         | Meilleur design sonore                                                                    | Le Monde perdu : Jurassic Park                                    | Nomination                                          |
| 2018                                                | 20/20 Awards                                                         | Meilleurs effets visuels                                                                  | Le Monde perdu : Jurassic Park                                    | Nomination                                          |
| 2018                                                | 20/20 Awards                                                         | Meilleur montage de film                                                                  | Michael Kahn                                                      | Nomination                                          |

### Sélections
- Festival du cinéma américain de Deauville 1997 : premières - hors compétition pour Steven Spielberg

## Analyse

### Différences entre le roman et le film
Bien que fidèle au deuxième roman sur plusieurs points, le film prend plusieurs libertés dans l'histoire, comme pour le premier film avant lui et se révèle par moments bien plus proche du premier volume, avec les scènes non adaptées de ce dernier reprises dans le film.

#### Premier roman (Jurassic Park)
- L'utilisation d'un cargo pour emmener le T-Rex mâle sur le continent est inspirée d'une sous-intrigue où des dinosaures essaient de rejoindre le continent en embarquant clandestinement dans un cargo.
- La mort du personnage de Dieter Stark par les compsognathus est une adaptation de la mort de John Hammond, victime de ses propres expériences.
- La courte scène derrière la chute d'eau, où le personnage du docteur Burke est tué par le T-Rex, est inspirée d'un passage du livre où un T-Rex adulte essaye d'attraper les enfants à travers une chute d'eau, sans succès.
- Au début du film, une fille est attaquée par une bande de Compsognathus. Il s'agit de la scène d'introduction du roman, où une fille se fait mordre par des Procompsognathus.

#### Second roman (Le Monde Perdu)
- Dans le livre, Ian Malcolm monte une expédition pour retrouver le paléontologue Richard Levine, qui veut étudier des dinosaures dans un milieu naturel, un « Monde perdu ». Dans l'adaptation cinématographique, Malcolm est directement contacté par John Hammond pour prendre part à une expédition similaire. Il accepte la proposition du milliardaire (toujours vivant contrairement au roman) pour rejoindre Sarah Harding.
- Dans le roman, Sarah Harding et Ian Malcolm sont de simples amis. Dans le film, ils sont en couple.
- Le personnage de Arby n'apparaît pas dans le film. Il est fusionné avec celui de Kelly, qui devient ainsi la fille afro-américaine de Malcolm, alors qu'elle est juste une étudiante de Levine dans le roman. Elle se cache dans la caravane de l’expédition tout comme dans le roman.
- Doc Thorne et son assistant Eddie fusionnent dans le film pour ne former qu'un personnage, Eddie Carr, responsable du matériel. Un nouveau personnage apparait : Nick Van Owen, photographe.
- La sous-intrigue de l'expédition de Lewis Dodgson pour voler des œufs de dinosaures est totalement modifiée dans le film. Le dirigeant de Byosin (pourtant présent dans le premier Jurassic Park) devient Peter Ludlow, le neveu de John Hammond fraîchement nommé à la tête d'InGen après avoir déposé son oncle à la suite de l'attaque sur la fillette du début du film. L'homme d'affaires engage un groupe de chasseurs pour emporter les dinosaures du « Site B » à destination d'un nouveau parc, à San Diego même. Rien de tout cela n'est dans le roman (InGen ayant fermé ses portes), mais les personnages de Ludlow et Dodgson connaitront le même sort.
- Toute la troisième partie du film de Spielberg, dans laquelle un T-rex s'échappe d'un cargo pour semer la panique à San Diego, n'est pas dans le roman de Crichton.
- Le prion n'est jamais mentionné dans l’adaptation cinématographique. Les dinosaures sont florissants par l'apport naturel en lysine et ne sortent pas de l'île, bien que condamnés à mourir.

### Personnages et animaux
- Les vélociraptors ont plus de couleurs que ceux du précédent opus. De même, les mâles et les femelles n'ont pas les mêmes couleurs.
- Pour bien distinguer le mâle de la femelle, le tyrannosaure mâle possède un timbre de rugissement plus grave. De plus, la femelle paraît un peu plus menaçante.
- Le personnage de Sarah Harding porte le même nom de famille que le vétérinaire Gerry Harding, du premier film. Cette particularité est également présente dans les deux romans et on peut alors se demander s’il n'y a pas une quelconque parenté. Finalement, alors qu'aucune précision n'est donnée dans l’univers des romans, il sera confirmé dans l'univers des films que ces personnages sont de la même famille, Gerry étant le père de Sarah. D’ailleurs, le jeu Jurassic Park : The Game révèle que Gerry a été marié plusieurs fois et qu'il a une seconde fille, plus jeune, nommée Jessica[réf. nécessaire].